# Finskan och Dundercrantz

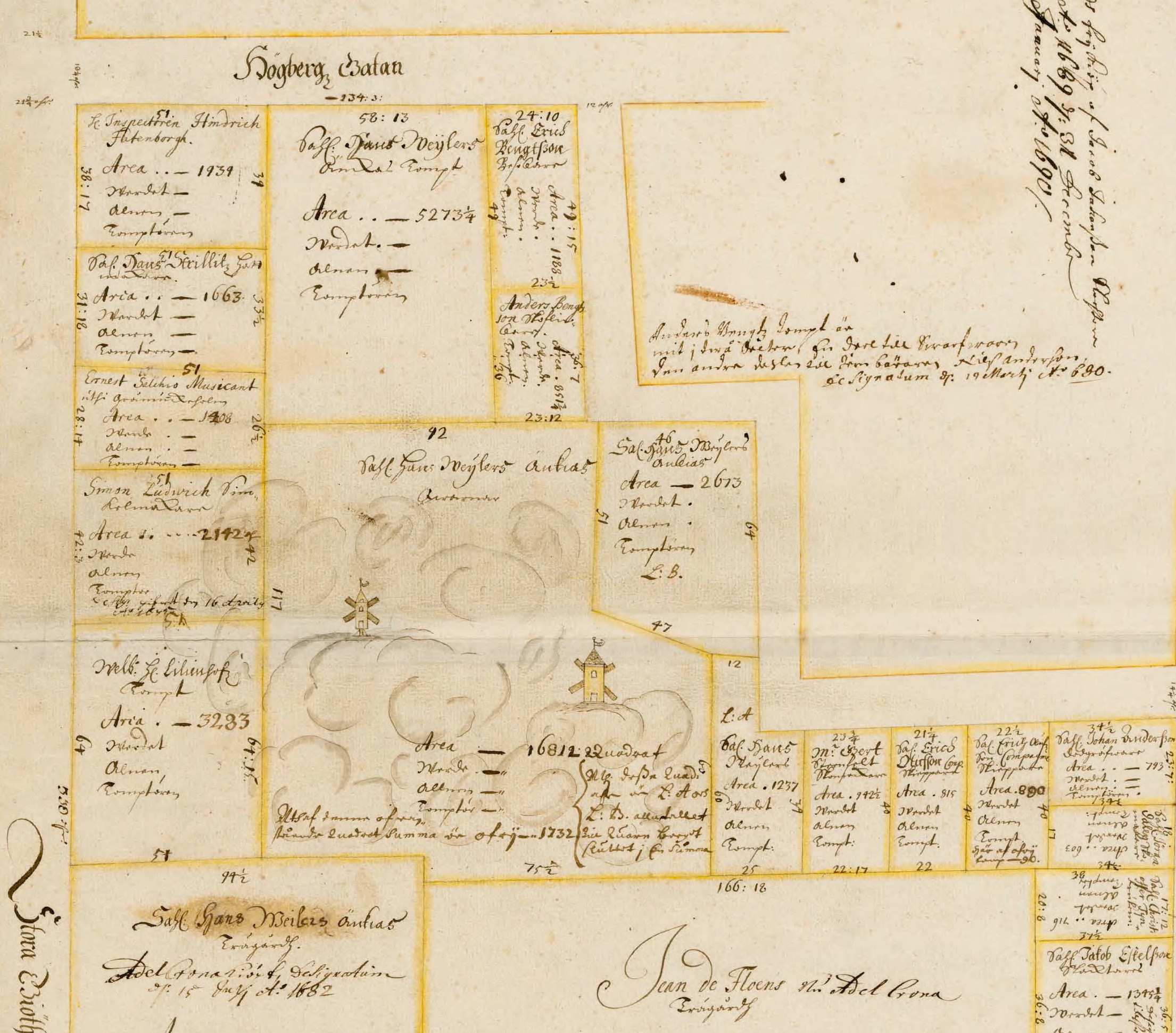
Pelarbackens kvarnar enligt Holms tomtbok, 1674.

Finskan och Dundercrantz var två väderkvarnar på östra Södermalm i Stockholm.  De stod i kvarteret Pelarbacken och försvann 1882 respektive under 1700-talets senare hälft.

## Historik

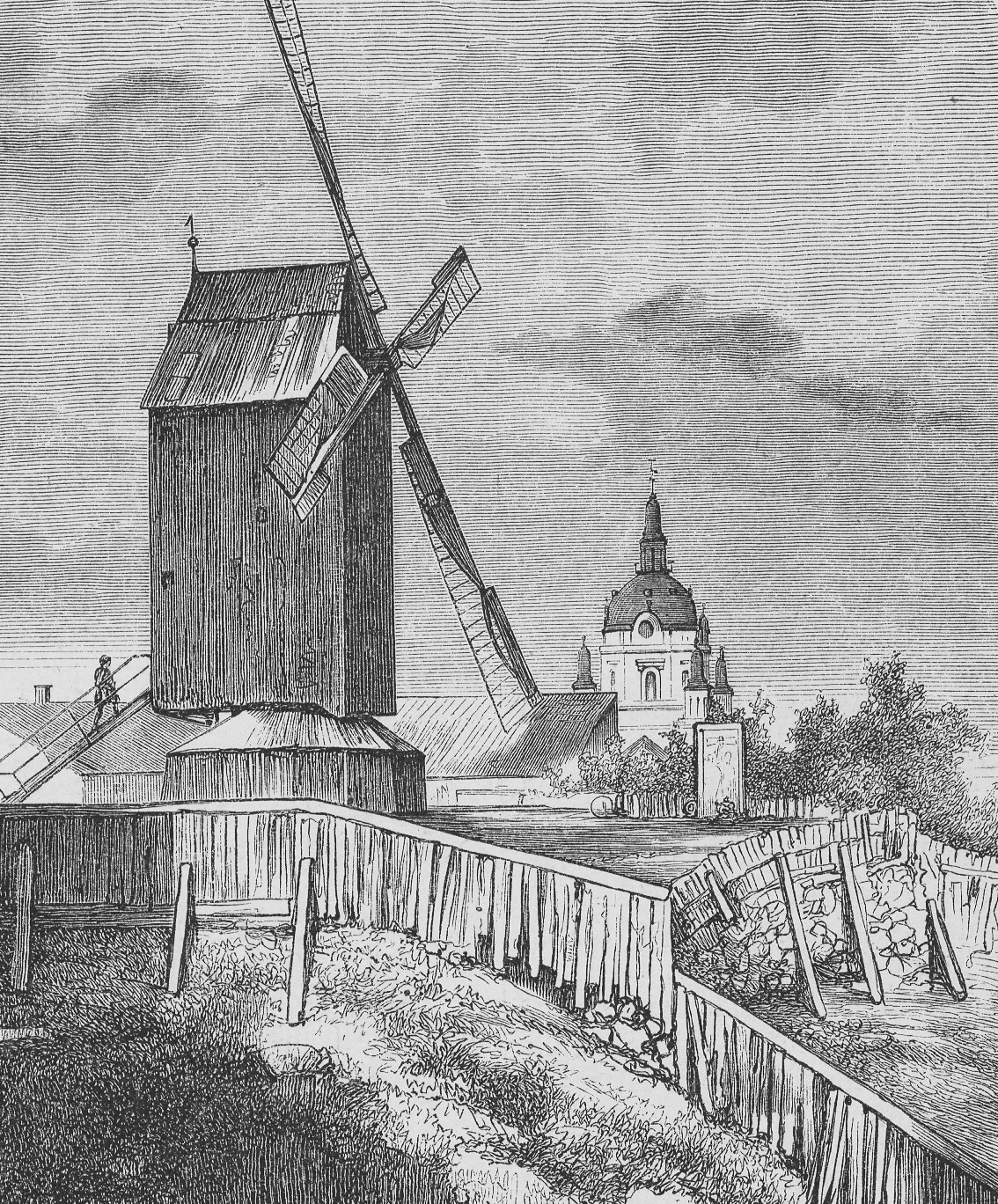
Kvarnen Finskan, 1870.

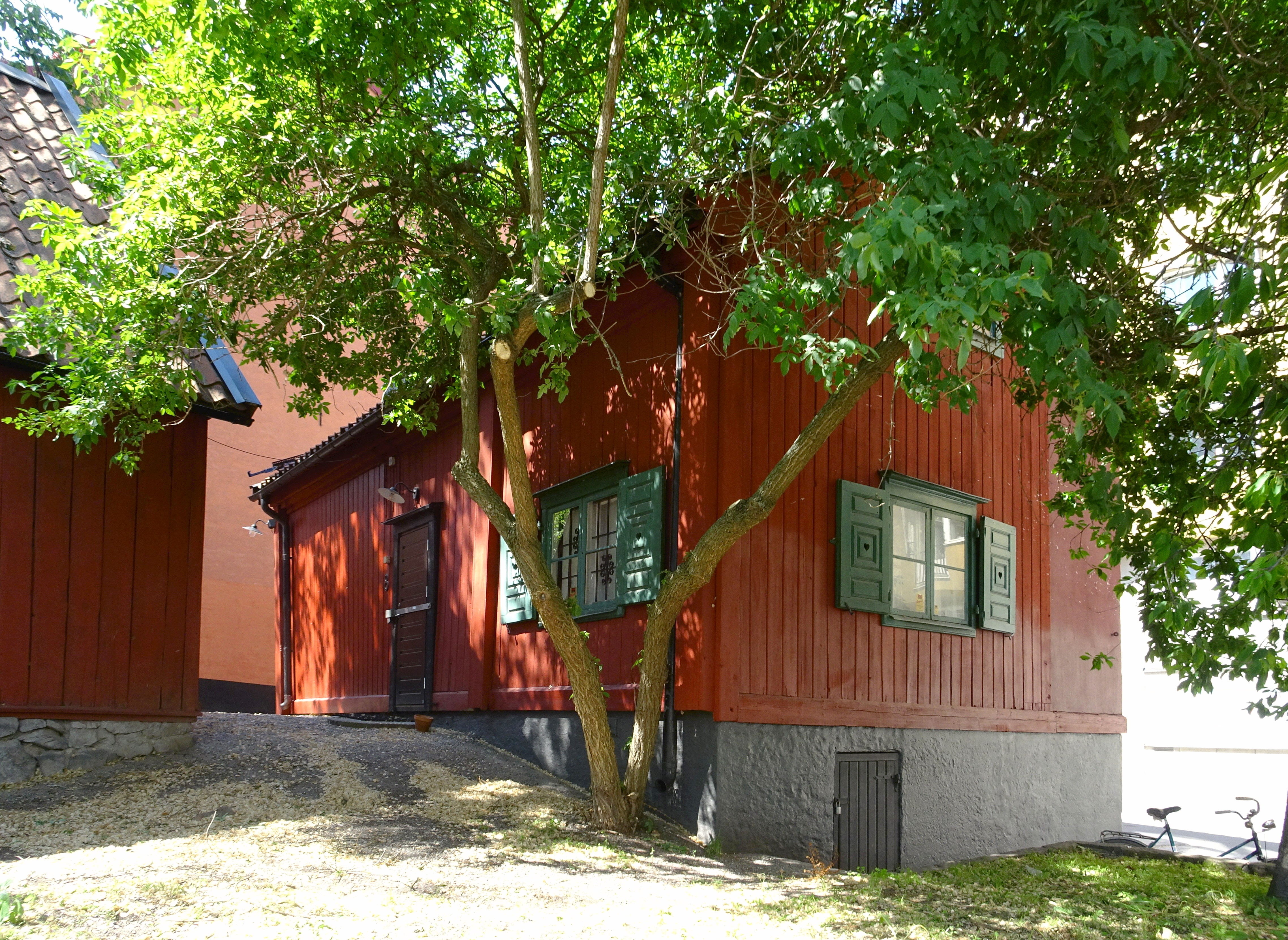
Kvarnstugan vid Kapellgränd 8.

På det bergiga området i nordöstra Södermalm fanns flera väderkvarnar. En av höjderna var Pelarbacken, strax söder om Högbergsgatan som på 1500-talet kallades också för Stockholms golgata. Längs backens södra sluttning fanns tre kavariestenar som troligen skulle påminna om Torgils Knutssons halshuggning som verkställdes här den 10 februari 1306. På sluttningen uppfördes även ett litet kapell, kallat Helga Kors kapell (förstört i början av 1500-talet).
Vid mitten av 1600-talet var Hans Weiler, mynt- och guldinspektör samt mått- och viktkontrollant, ägare av berget med två väderkvarnar av typ stolpkvarn. Den västra kallades ”Finskan” och den östra ”Dundercrantz”. Ursprunget till de ovanliga namnen är okänt. Weiler hade här sin malmgård där han och familjen tillbringade somrarna. Vinterbostaden var vid Storkyrkobrinken i Gamla stan. På malmgården hade han alla de ekonomibyggnaderna som inte fick plats i Staden. Här bakades, slaktades, saltades och röktes kött och fisk för vinterförråden.
I Holms tomtbok från 1674 redovisas på berget två kvarnar en större östra som kallades i bouppteckningen ”den stora väderkvarnen” och den mindre västra som kallades ”lilla kvarnen” (eller ”Lilla Qvarnen”). Båda syns på Petrus Tillaeus karta från 1733 medan på Heinrich Neuhaus’ Stockholmspanorama från 1870-talet finns enbart lilla Finskan redovisat, den revs först 1882. Dundercrantz  förekommer inte längre 1805 och försvann troligen redan under 1700-talets senare hälft. Idag påminner kvarteret Dundercrantz om den gamla väderkvarnen.
Från kvarnens tid existerar fortfarande kvarnstugan som ligger i kvarteret Dundercrantz vid Kapellgränd 8 och 10. Stugan fungerade en gång i tiden även som bostad åt stadens bödel som hade sin verksamhet på intilliggande Pelarbacken. På 1750-talet bodde skeppskapten Erik Blom här. Byggnaden iordningställdes på 1930-talet som rastlokal för personalen som skötte parkunderhållet i Björns trädgård och andra parker i trakten. Huset flyttades efter borttagande av en mellandel från tomtens västra sida till sin nuvarande plats på 1950-talet.